# 大白鲨3
《大白鲨3》是1983年上映的美国惊悚片，由乔·阿尔维斯执导，丹尼斯·奎德、贝丝·阿姆斯特朗、莉亞·湯遜和小路易斯·格塞特主演，是斯蒂芬·斯皮尔伯格电影《大白鲨》的第二部续集，大白鲨系列电影的第三部作品。剧情承接上一部，讲述布罗迪家的孩子在奥兰多海洋世界发生的故事，这个位于佛罗里达州的海洋公园由水底隧道和泻湖组成。就在公园紧锣密鼓地准备开园时，一头大白鲨从海里潜入公园，疯狂攻击杀害公园的员工。就在这头鲨鱼被抓获的时候，另一头体型更大的鲨鱼也进入了公园，而它才是真正的罪魁祸首。
影片与《十三号星期五3》和《鬼哭神嚎3》等惊悚片一样，采用1980年代时髦的3D技术拍摄。影院观众需要佩戴纸板制的一次性偏光3D眼镜，才能体验到画面穿透银幕的错觉。片中有多个场景采用该技术拍摄，包括鲨鱼大肆破坏的戏份。在2000年代末期3D立体电视面世前，家庭观众无法在家中体验影片的3D效果，所以影片登陆电视台和家用媒体的时候采用《Jaws III》的片名。尽管差评如潮，影片商业成绩不俗，仍于1987年推出续集《大白鲨4》。

## 剧情
一只大白鲨跟着一群毫无防备之心的潜水员穿过封闭的大门，潜入了奥兰多海洋世界。与此同时，佛罗里达州宣布公园全新的海底隧道正式开放。公园高级海洋生物学家凯瑟琳·摩根与助理发现馆内的海豚不愿意离开围栏。维修工谢尔比·奥弗曼潜入水中固定大门的时候，被大白鲨咬死，只留下残存的右臂。当天晚些时候，两名神秘男子潜入公园，想偷走水底的珊瑚拿去黑市上卖，结果也被鲨鱼咬死。
第二天，凯瑟琳和迈克尔接到奥弗曼失踪的消息。两人潜入水底寻找遗体，遇到一条幼年大白鲨，体长只有10英尺（3.0米）。后来两人被海豚救下，但鲨鱼也跟着进了公园。两人通知公园经理卡尔文·布沙尔，卡尔文的猎人朋友菲利普·菲茨罗伊斯听到十分高兴，说自己打算在电视上杀鲨鱼。凯瑟琳表示抗议，建议活捉，以便增添公园的人气。后来鲨鱼被成功捕获，凯瑟琳和助理为它疗伤。卡尔文赚钱心切，叫人把鲨鱼搬去公开展示，结果鲨鱼死了。
后来奥弗曼的尸体被发现。检查尸体的时候，凯瑟琳发现咬死他的鲨鱼是小鲨鱼的母鲨，体长35英尺（11米），应该也在公园里面。凯瑟琳向卡尔文报告情况，卡尔文看到母鲨出现在水下咖啡厅的窗户旁，相信了她的说法。母鲨冲破过滤管的屏障，大肆破坏公园，咬伤了一名潜水者，差点淹死海底隧道的所有人。菲茨罗伊斯和助理杰克潜到过滤管，试图把母鲨引诱进陷阱。菲茨罗伊斯将鲨鱼引入管道，突然系绳破裂，他被鲨鱼咬死。
听到鲨鱼已被引诱到管道的消息，凯瑟琳和迈克尔下去修复海底隧道，以便技术人员恢复气压，排干里面的水。卡尔文下令关闭水泵，让鲨鱼窒息，但这样做反而激怒了她，让她冲破水管，攻击了凯瑟琳和迈克尔，幸好两人再次被海豚营救。回到控制室的时候，两人发现鲨鱼出现在窗户旁，撞破了窗玻璃，大水涌入房间，淹死了一名技术工。迈克尔发现菲茨罗伊斯的尸体还在鲨鱼的喉咙里，上面有一枚手雷，于是用一根弯曲的杆子拉掉手雷的插销，引爆了手雷，炸死了鲨鱼。之后迈克和凯瑟琳与海豚一起庆祝，海豚在与鲨鱼的战斗中幸存下来。

## 阵容
- 丹尼斯·奎德 饰 迈克·布罗迪（Mike Brody）
- 贝丝·阿姆斯特朗（英语：Bess Armstrong） 饰 凯瑟琳·摩根（Kathryn Morgan）
- 西蒙·麦考金代尔（英语：Simon MacCorkindale） 饰 菲利普·菲茨罗伊斯（Philip FitzRoyce）
- 小路易斯·格塞特 饰 卡尔文·布沙尔（Calvin Bouchard）
- 约翰·帕奇 饰 肖恩·布罗迪（Sean Brody）
- 莉亞·湯遜 饰 凯莉·安·布考斯基（Kelly Ann Bukowski）
- P·H·莫里亚蒂（英语：P. H. Moriarty） 饰 杰克·泰尔（Jack Tate）
- 丹·布拉斯科（Dan Blasko）饰 丹尼（Danny）
- 丽姿·莫里斯（Liz Morris）饰 丽姿（Liz）
- 哈里·格兰特（Harry Grant）饰 谢尔比·奥弗曼（Shelby Overman）
- 丽莎·毛雷尔（Lisa Maurer）饰 伊赛尔（Ethal）
- 凯·史蒂文斯（英语：Kaye Stevens） 饰 凯伦德夫人（Mrs. Kellender）

## 制作

### 开发和编剧
前两部的制片人大卫·布朗和理查·賽納克最初将《大白鲨》第二部续集规划成恶搞作品，名叫《大白鲨3分，人类0分》（Jaws 3, People 0）。彼时凭借《動物屋》大获成功的马蒂·西蒙斯获聘为制片人，布朗和赛纳克担任执行制片人。西蒙斯列出剧情大纲，聘请《国家讽刺杂志》作家尊·曉治和托德·卡罗尔（Todd Carroll）撰写编剧。喬·丹堤有意出任导演。由于和环球影业陷入冲突，项目停摆。大卫·布朗后来说工作室认为恶搞不可行，感觉像是“砸了自己的招牌。我们早就把招牌砸了，它本来是金色，甚至是白金的”。
艾伦·兰兹堡买下影片版权。他让实验电影制作人默里·勒纳加入，说佛罗里达海洋乐园的人都看过他1978年的3D电影《梦幻海洋》（Sea Dream）。勒纳说自己看到剧本初稿的时候，“心都凉了”，“无法参加投入到这样的东西”。随着艺术指导人选尘埃落定，不喜欢剧本的勒纳拒绝参加电影。
影片由乔·阿尔维斯执导，他是前两部的美术指导、《大白鲨2》的第二单元导演。他与维纳·菲尔兹共同完成《大白鲨2》的制作，接替离任的第一部导演约翰·D·汉考克。影片在内陆水上公园奥兰多海洋世界拍摄，该公园位于佛州纳瓦尔，靠近彭萨科拉，属于佛羅里達狹地的一个社区。
与系列的前两部电影一样，许多人都参与了影片编剧。曾为斯蒂芬·斯皮尔伯格1971年电视电影《决斗》编剧的李察·麥森写了一个“非常有趣”的大纲，具体剧情要由“其他编剧”创作。环球要求麦森将布罗迪的两个孩子也写进去，不顾对方“认为这很愚蠢”。他们还希望在上一部中触电的鲨鱼也加入进去。麦森还被要求为米基·鲁尼专门设置角色，说“如果没有米基·鲁尼，整个东西就没有意义”。最终编剧对成片感到不满：
我是个优秀的编剧，写优秀的提纲和优秀的剧本。如果他们做得对，去找懂导演的人来导演的话，我觉得它会是一部出彩的电影。《大白鲨3》只是乔·阿尔维斯导演的唯一一部电影。作为布景设计，他非常有天赋，但作为导演，就不是了。而且所谓的3D让电影看起来很模糊——完全没有效果。就是浪费时间。
格登·特鲁布拉德负责创作故事。科幻电影（SciFilm）网的一名评论人表示他的故事是大白鲨逆流而上，被困在湖里。负责为前两部修改剧本的卡尔·戈特利布与李察·麥森共同完成剧本。麦森在采访中表示剧本由剧本医生修订。

### 选角
影片未启用前两部的演员。在前两部中扮演警察局长马丁·布罗迪（Martin Brody）的罗伊·谢德嘲笑《大白鲨3》的想法，认为“梅菲斯托費勒斯都不能说服我去拍。用不着去问，他们都知道什么情况”。他选择去拍《藍色霹靂號》，确保没人能找他去做《大白鲨3》。
丹尼斯·奎德2015年接受采访时表示，在他拍过的所有电影中，《大白鲨3》是他在拍摄期间使用可卡因最猛烈的一部，所演的“每一帧”都吸毒吸得飘飘欲仙。

### 3D化

其中一个3D镜头是鲨鱼破裂的嘴巴朝观众冲过来

当时3D电影技术复活，越来越多电影选择这种技术。《大白鲨》的第二部续集直接将这种技术写在片名上，仿照《鬼哭神嚎3》的做法。后来的《十三号星期五3》也一语双关地使用了数字3。影片广告宣传了3D这个卖点，标语为“三维很恐怖”（the third dimension is terror）。由于影片是乔·阿尔维斯首部出任导演的电影，他认为3D技术“能让他变得前卫”。
影院观众需要佩戴一次性偏振眼镜观看电影，营造电影画面穿透银幕、冲向观众面前的错觉。片头画面明显采用了立体技术，片名飞到画面前部，留下一条拖影。也有几个道具脱离银幕的场面，最为明显的例子出现在高潮处，鲨鱼撞破控制室，造成大破坏，其中被鲨鱼撞破玻璃采用3D。之后鲨鱼爆炸也用了3D，鲨鱼的碎片仿佛穿透屏幕炸开，之后整个嘴巴炸开。制作团队将蓝幕画面合成3D的工作碰到许多麻烦，大量镜头需要重拍。
影片有两位3D顾问，一位是刚开始加入的StereoVision主席克里斯·康顿，一位是后来加入的ArriVision 3D团队成员斯坦·罗斯（Stan Loth）。制作团队一开始采用StereoVision技术，一个星期后改用ArriVision系统，因为“导演觉得它更高级，镜头种类更多”。阿尔维斯认为，劣质的系统会产生鬼影和模糊感，观众看了会头晕，因此影片“左边和右边的画面需要完美贴合，摄影的画面也要非常干净，看起来很舒服”。他表示：“尽管我们偶尔会加点效果，让平面投影的东西冲到观众面前，但你看完出来的时候是不会头痛的。”历史学家R·M·海耶斯（R. M. Hayes）认为影片同时采用Arrivision和StereoVision单机拍摄，一个放在上面，一个放在下方，两台机器联系在一起。如果要用一台相机、一条胶卷在正常颜色下拍摄3D电影，正确做法是根据Arrivision 3D技术在胶片相机上安装特殊的双镜头适配器，让35毫米胶片的每一帧从中间分开，左眼看上半帧，右眼看下半帧，这个技术叫“上/下”（over/under）。通过这种技术，摄制工作就可以像标准2D电影那样展开，无需耗费成本，在每次拍摄时用两台摄影机和两条胶卷。用普通投影机投射所得胶片（需要用特殊镜头组合上下帧），偏振3D画面就会出现。这套系统让3D电影几乎可以在所有电影院放映，不需要放映时同时用两台摄影机，只需要用特殊的投影镜头和反射性“银色”屏幕，让偏振画面反射回观众。观众戴上合适的过滤片，就可以阻挡错误的影像，如同看周遭世界那样，用两个角度看电影。据负责建造水下摄影空间的公司透露，影片的水下场景采用Arriflex35–3摄影机配Arrivision18毫米上下3D镜头拍摄。
然而这种3D效果无法在电视中呈现，因为观众一方没有特殊的电子设备。所以有几个例外情况：一是影片的家用媒体和电视版只用了左眼影像，片名也从《Jaws 3》改成《Jaws III》。由于左眼影像只占35毫米胶片的上半帧，图像分辨率会明显低于一般35毫米胶片的正常分辨率；二是影片在1986年发行时采用了现已过时的VHD影碟，播放需要用特制3D VHD播放机或配备3D转换器的标准VHD播放机，还有一套LCD眼镜，用播放机发射的控制信号阻挡观看者的眼睛，让偏振3D效果发挥作用；还有一个例外是2008年2月以Sensio 3D DVD发行的时候，家庭观众需要用Sensio 3D处理器。

## 音乐

### 原声带
配乐由曾为《范·德·沃克》、《守护人》等英国电视剧谱曲的艾伦·帕克创作，是帕克配乐的第一部电影。后来帕克为《不一样的天空》和《美国哥特故事》配乐。音乐融入了约翰·威廉斯创作的鲨鱼主题音乐。专辑由Intrada限量发行，只有3000张CD。

## 发行

### 营销
美国公映前夕，影片宣传铺天盖地。和《大白鲨2》一样，Topps制作了一系列交换卡片。为配合《电视指南》的宣传，各大电视台于1983年7月16日到22日黄金时段播出《大白鲨3制作特辑：鲨鱼永不死》（Making of Jaws 3-D: Sharks Don't Die）。制作特辑在未经授权的情况下挪用了国家地理频道1983年纪录片《大鲨鱼》（The Sharks）90秒画面，让艾伦·兰兹伯格制片公司陷入麻烦。

### 票房
影片上映首周末获得13,422,500美元票房，是当年周末票房第二高的作品，在1311家影院公映，占总收入29.5%。影片全球最终票房为87,987,055美元。尽管稳坐票房榜榜首位置，影片票房还是比前作少了1亿美元，比原作少了3亿美元，证明大白鲨的收入逐步减少。后来的续集收入更加少，只有本片总票房的三分之二。首周末过后，影片票房在之后几周迅速下降40%以上，尽管从影院下画的时候仍吸引大批观众。历史学家R·M·海耶斯认为这种现象“完全是无稽之谈”，考虑到部分影院每块银幕的收入比最新一部《星球大战》电影还多。

### 专业评价
口碑方面，影片获得一片差评。《综艺》认为影片“不愠不火”，阿尔维斯“未能在大白鲨上逗留足够长的时间”。汇总媒体烂番茄收录35条评论，只打出11%的腐烂度，网站共识写道：“《大白鲨3》是一部没有明显存在理由、满是俗气的海洋惊悚片，用无人理会的哀嚎声终结了观众对这个系列的痛苦记忆。”3D技术被指沦为吸引观众观看这个老系列的噱头，没有实际用途。另一方面，Allrovi认为电影原版使用3D摄影技术拍摄的悬疑场面更令人难忘，这也是后来视频版本缺乏的特质，消除了这部普通续集最为独特的元素。德里克·温纳特（Derek Winnert）表示，“看到剧本上有理查·麦森的名字，你会期待剧情更加出彩”，尽管影片“完完全全是就着一大包爆米花看的那种”。其他人对麦森和戈特利布的剧本感到失望，考虑到他们之前的作品获得成功。
就在大多数评论人认同《大白鲨2》是整个系列最好的续集的时候，部分人不确定《大白鲨3》是不是好过《大白鲨4》。其中一篇评论写道：
表演做作、特效俗气、对白糟糕透顶，但凡体验过《大白鲨3》，就会有多么的失望。很难相信这部彻头彻尾的烂片竟然没有杀死整个品牌，反而为更糟糕的《大白鲨4》创造了理由。
尽管有缺憾，部分影评人还是认为影片“勉强值得娱乐”。相比之下，音效设计获得表扬，有篇评论特别赞扬鲨鱼宝宝死在水池里传来的婴儿啼哭声。《Jet》杂志认为格塞特是“里头唯一一位能撑过如潮差评的演员”。
在编剧教科书中，琳达·阿伦森（Linda Aronson）认为奎德扮演的主角是整个片子的大问题。她认为影片用过长的篇幅介绍他，让他“本质上成了被动的旁观者”。直到高潮段鲨鱼恐吓水族馆里德所有人，狩猎行动开始，迈克·布罗迪才成为行动的中心。她特地强调剧情的穿帮之处，批评鲨鱼妈妈保护后代特别荒谬，因为鲨鱼不会养育后代；而海豚攻击鲨鱼也有问题。
伦纳德·马尔廷认为影片是“欧文·艾伦之流的灾难片”，前设类似于《黑湖妖潭》1955年续集。
在1983年金酸梅奖上，影片获得最差电影、最差导演、最差男配角（小路易斯·格塞特）、最差剧本、最差新演员（“尖叫海豚”辛迪和桑迪）五项提名，无一项获奖。

### 奖项
| 大奖          | 奖项       | 提名者               | 结果 | 参考   |
| ------------- | ---------- | -------------------- | ---- | ------ |
| 第4届金酸莓奖 | 最差電影   | 环球影业             | 提名 | [ 46 ] |
| 第4届金酸莓奖 | 最差男配角 | 小路易斯·格塞特      | 提名 | [ 46 ] |
| 第4届金酸莓奖 | 最差导演   | 乔·阿尔维斯          | 提名 | [ 46 ] |
| 第4届金酸莓奖 | 最差剧本   | 李察·麥森            | 提名 | [ 46 ] |
| 第4届金酸莓奖 | 最差新演员 | “尖叫海豚”辛迪和桑迪 | 提名 | [ 46 ] |

## 家用媒体
影片2D版标准DVD由环球影业于2003年6月3日发行，片名为《Jaws 3》，除预告片外没有附加片段。环球影业家用媒体于2016年发行《大白鲨》系列高清重制版藍光光碟，其中《大白鲨3》以3D蓝光发行。

## 延伸阅读
- Aronson, Linda. . Allen & Unwin. 2000. ISBN 978-1-876351-03-8.
- Bensman, Marvin R.  3. University Press of America. 1990. ISBN 978-0-8191-7661-5.
- Hayes, R. M. . McFarland. 1998. ISBN 978-0-7864-0578-7.
- Kachmar, Diane C. . McFarland. 2002. ISBN 978-0-7864-1201-3.
- Lofficier, Randy. . iUniverse. 2003. ISBN 978-0-595-27612-7.
- McGee, Mark Thomas. . McFarland. 2001. ISBN 978-0-7864-1114-6.
- Pohlen, Jerome. . Chicago Review Press. 2003. ISBN 978-1-55652-503-2.
- Weaver, Tom. . McFarland. 2006: 318. ISBN 978-0-7864-2857-1.
- Winnert, Derek. . London: Hodder & Stoughton. 1993. ISBN 978-0-340-57477-5.
- Zone, Ray. . Scarecrow Press. 2005. ISBN 978-0-8108-5437-6.